# Schicklerhaus

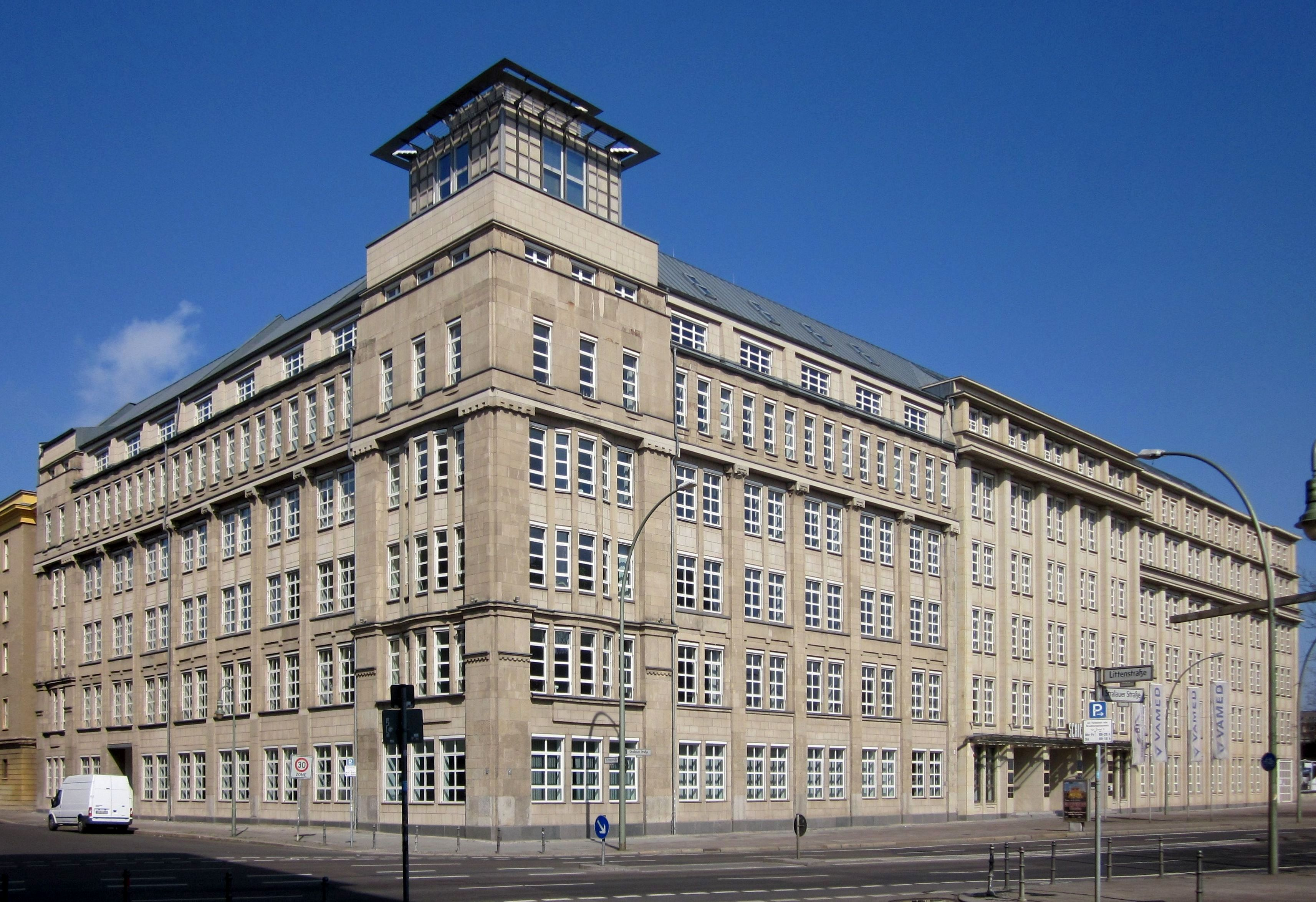
Ansicht des Schicklerhauses in Richtung Nordosten, 2011

Das Schicklerhaus ist ein im Jahr 1910 im Stil des Neoklassizismus errichteter Gebäudekomplex im Berliner Bezirk Mitte, unweit der Jannowitzbrücke. Das Gebäude hat seinen Namen nach der hier verlaufenden Schicklerstraße; die Bezeichnung erfolgte nach der deutschen Wiedervereinigung zur besseren Vermarktung der Immobilie und hat keinen Bezug zum ehemaligen Bankhaus der Gebrüder Schickler.

## Lage und Verkehrsanbindung
Das Schicklerhaus liegt im Straßenkarree Schicklerstraße (5–7), Littenstraße, Voltairestraße und der Trasse der Regional- und Stadtbahn, in der Nachbarschaft haben zahlreiche regionale wie überregionale Behörden und Verwaltungen ihren Sitz. Von den U-Bahnhöfen Jannowitzbrücke (Linie U8) und Klosterstraße (Linie U2) sowie vom S-Bahnhof Jannowitzbrücke ist das Haus nur wenige Minuten entfernt. Eine Bus-Linie befindet sich in rund 150 Meter Entfernung. Das Nikolaiviertel, die Spree und der Alexanderplatz sind touristische Attraktionen in der Umgebung des Gebäudes.

## Baugeschichte und Nutzung des Hauses

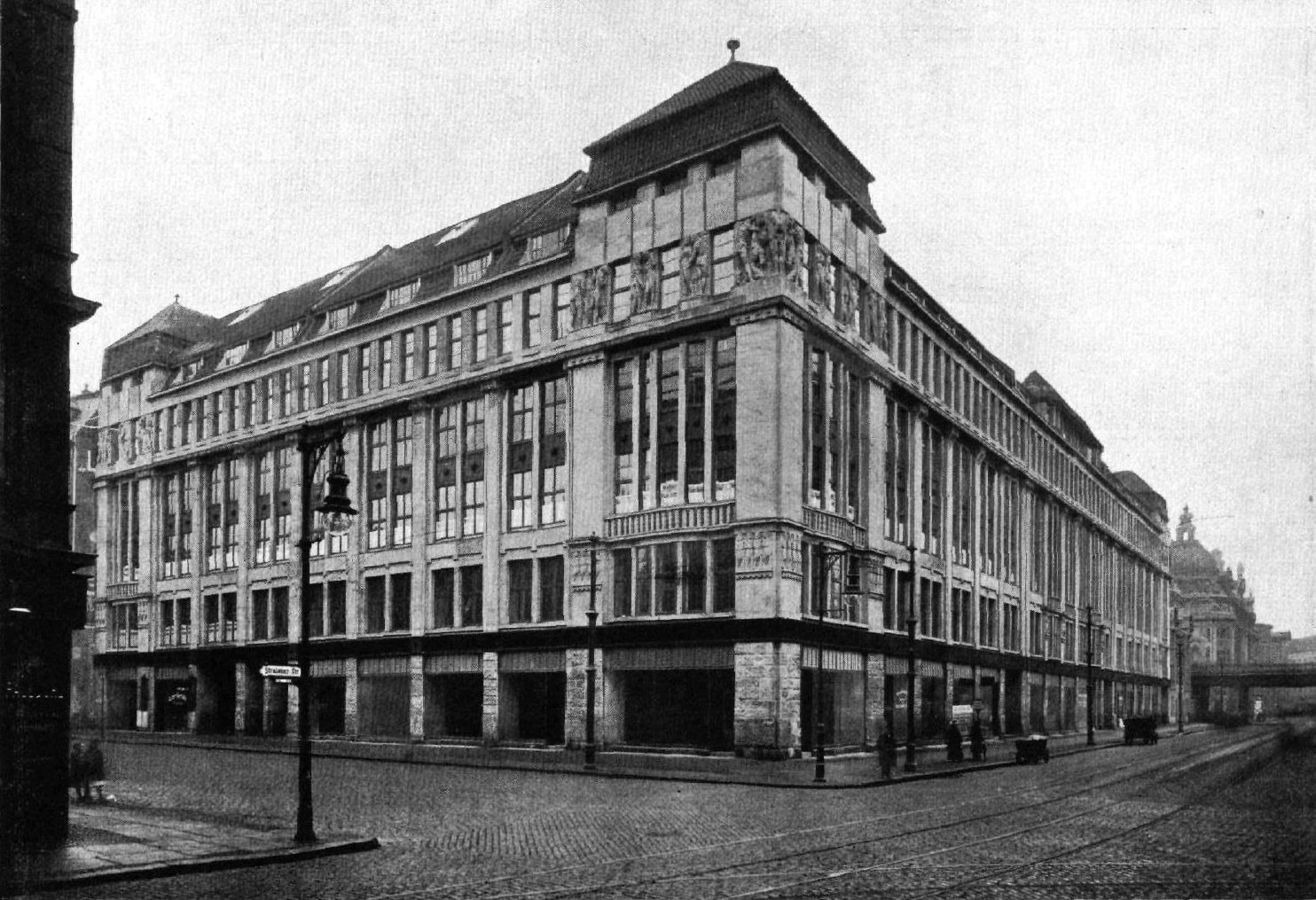
Das Schicklerhaus nach der Fertigstellung, 1910

Die Firma Hiller & Kuhlmann baute das Geschäftshaus 1910 auf einer Grundfläche von 4360 m² mit drei Haupt- und vier Lichthöfen. Im Erdgeschoss befanden sich Läden, in den anderen Etagen gab es Büros verschiedener Firmen oder von Parteien. So saß ab 1917 das Berliner Büro der USPD hier. Von 1930 bis 1933 nutzte die 1926 gegründete Marxistische Arbeiterschule (MASCH) einige Räumlichkeiten in dem Haus, in denen auch Albert Einstein und Hermann Duncker populärwissenschaftliche Vorträge hielten.
Nach 1945 wurde das kriegsbeschädigte Gebäude zunächst auf Anordnung der Alliierten Kommandantur Berlin von der Deutschen Innen- und Außenhandel Nahrung (DIA) bezogen.

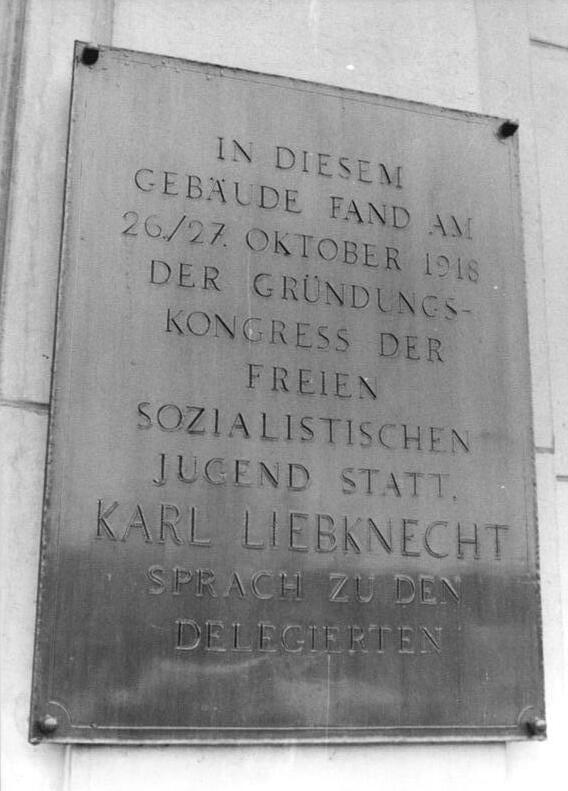
Gedenktafel, 1983; Verbleib unbekannt

Lange Zeit befand sich in dem Bürohaus eine Gedenktafel, die den Besuchern verkündete, dass hier am 26./27. Oktober 1918 der Gründungskongress der FSJ stattgefunden und auf dem Karl Liebknecht zu den Delegierten gesprochen hatte.
In der DDR-Zeit hatten die Außenhandelsbetriebe Fruchtimpex, Germed, die Deutsche Export- und Importgesellschaft Feinmechanik – Optik sowie die LIMEX Außenhandelsgesellschaft m.b.H. in diesem Gebäudekomplex ihren Sitz.

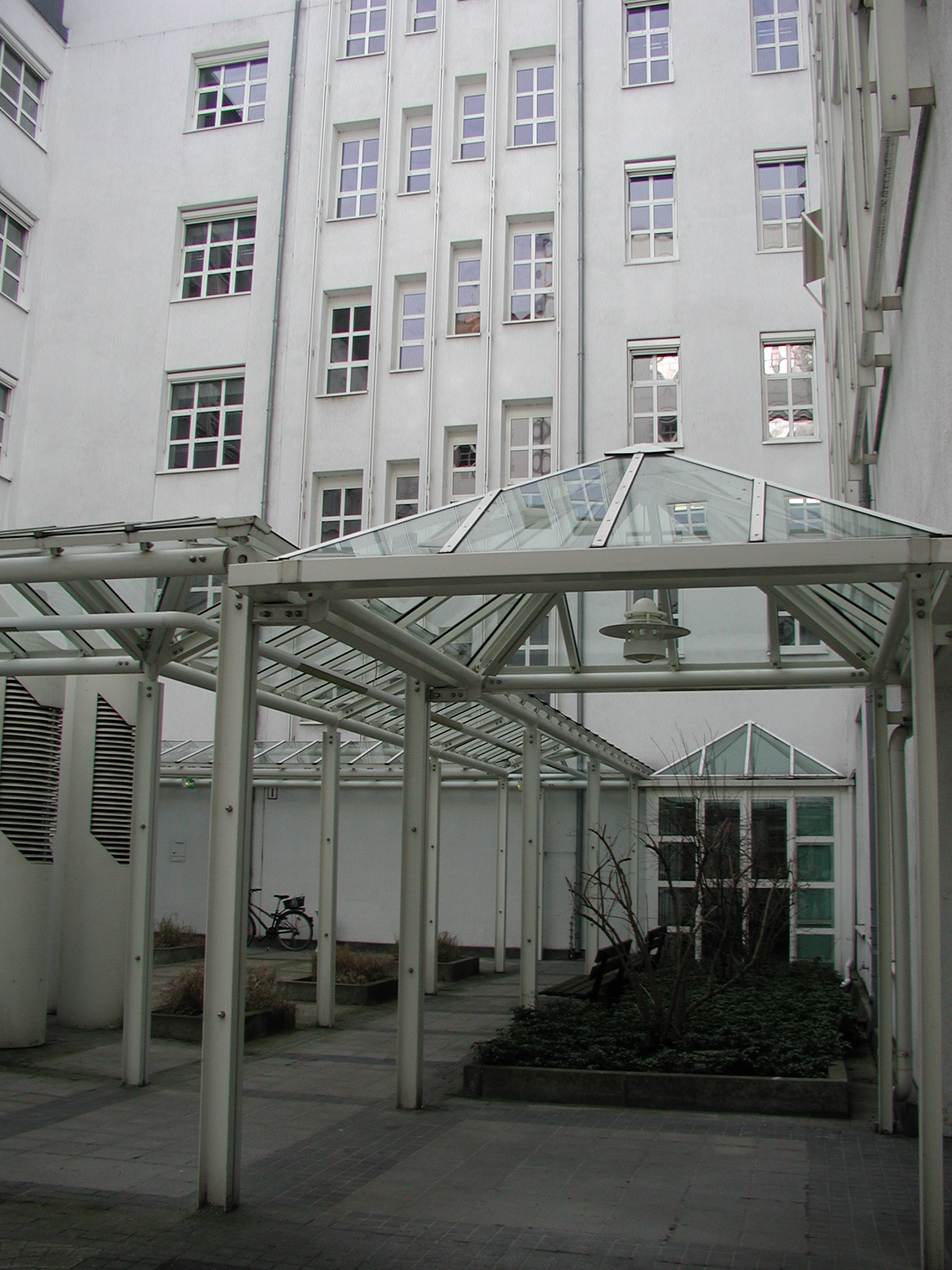
Blick in einen der Lichthöfe, 2008

Nach Rekonstruktion und Umbau in den Jahren 1997–1999 durch das Ingenieurbüro Pilz (Technische Dienstleistungen) diente das Schicklerhaus bis etwa 2005 der Konzernleitung der Deutschen Bahn AG (DB). Nach dem Auszug der DB kamen einige kleine Unternehmen in dieses Haus wie eine Veranstaltungsfirma, ein Reisebüro und andere. Seit 2007 sind weitere Firmen eingezogen, unter anderem die Servicegesellschaft Vamed Deutschland GmbH. 2008 folgte die Daimler AG, die hier bis Ende des Jahres ihr neues Shared Service Center für Buchhaltungsfunktionen (Daimler Group Services Berlin GmbH) eingerichtet hat. Mitte 2009 zog das IT-Unternehmen Defrax Business Solutions GmbH, eine Werbeagentur, in Räumlichkeiten des Hauses. Am 1. Januar 2010 hat der Deutsche Reiseverband (DRV) mit seiner Geschäftsstelle und der Tochtergesellschaft, der DRV Service GmbH, neue Büroräume im Schicklerhaus bezogen. Ebenso befindet sich der Berliner Standort des Öko-Instituts sowie das Ingenieurbüro LK Argus GmbH im Schicklerhaus.
Ende 2017 erwarb die Signa Holding von Rene Benko das Schicklerhaus. Ein Umbau samt dreigeschossiger Aufstockung folgte, er sollte bis Ende 2023 abgeschlossen sein. Das Gebäude erhielt die neue Bezeichnung BEAM. Klaus-Michael Kühne, der an dem Projekt zunächst zu 50 % beteiligt war, übernahm es 2023 vollständig.

## Ausstattung des Schicklerhauses

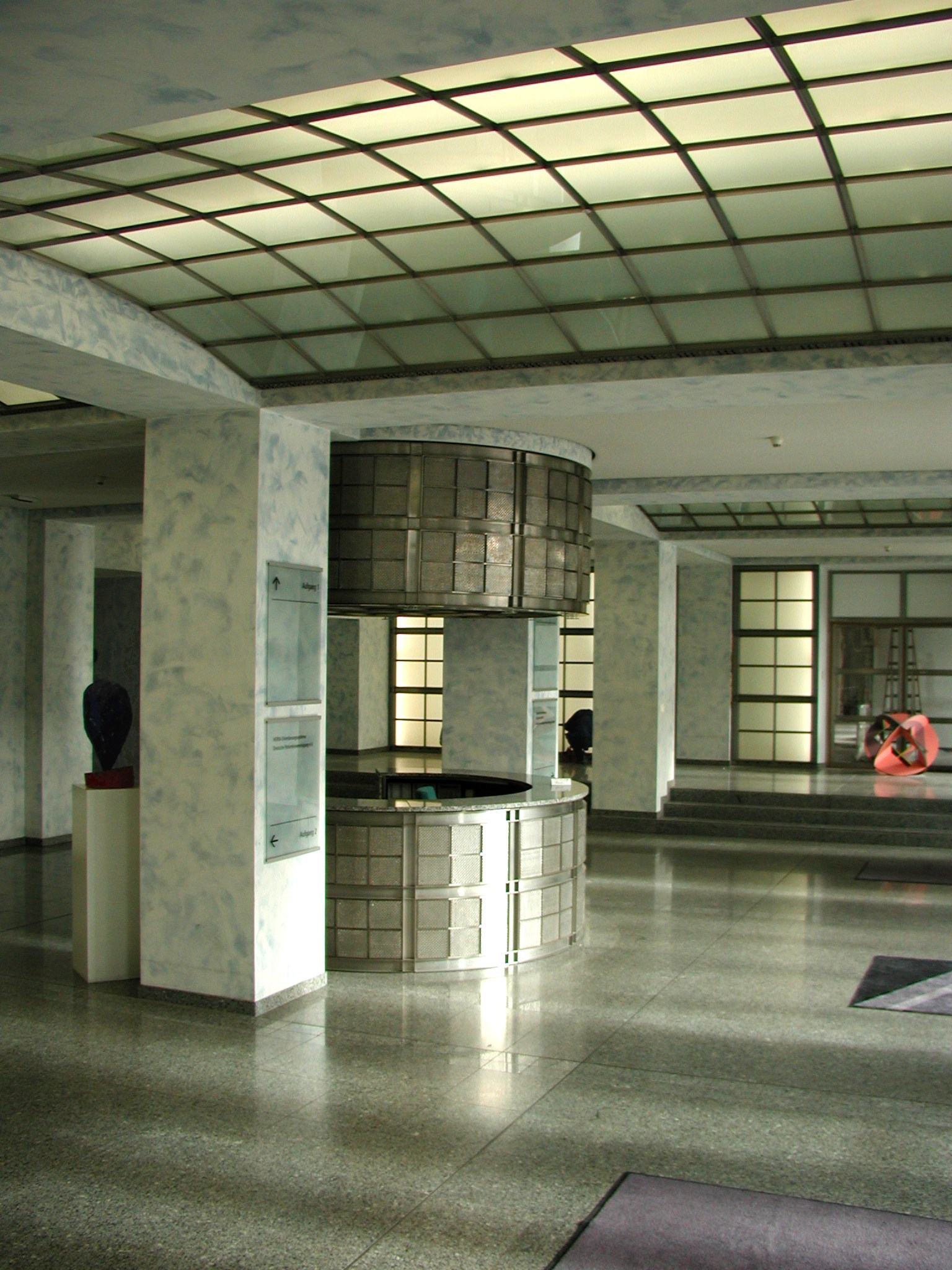
Blick in den Eingangsbereich, 2008

Die Fassade des Hauses mit sechs Etagen ist mit Naturstein verkleidet; ein gesonderter zweigeschossiger Glasturm steht auf einem Eckteil des Gebäudes. Das großzügiges Foyer, das mit Marmorimitat-Stützen und einer gefächerten Glasdecke ausgestattet war und in dem Werke von jungen Künstlern gezeigt wurden, ist in den 2010er Jahren komplett umgestaltet worden. Neben einem Empfang mit Pförtner beinhaltet das Foyer jetzt mehrere Sitzlandschaften. Der Bau verfügt über eine Bruttogeschossfläche von 13.500 m². Fünf Fahrstühle, Schallschutz-Aluminium-Fensterelemente mit elektrisch betriebenen außenliegenden Jalousetten sowie eine Heizungsanlage entsprechen dem Stand der Technik.
Inzwischen wurde das historische Haus aufwendig modernisiert und umgebaut und in die Gewerbeimmobilie „BEAM“ transformiert.
Während das Gebäude komplett entkernt wurde, ist alles, was sich oberhalb der vierten Etage befindet, komplett neu entwickelt worden.
Neuer Mieter ist u. a. Warner Music, die in dem Haus ihr Kreativzentrum mit mehreren Musikstudios betreiben.